# Mary Leakey
Mary Leakey, nascuda com a Mary Nicol (Londres, 6 de febrer de 1913 - Nairobi, 9 de desembre de 1996) va ser una paleontòloga i arqueòloga britànica que va consagrar la seva recerca a la prehistòria antiga de l'est de l'Àfrica. Era la dona del també paleontòleg Louis Leakey. Conjuntament amb altres investigadors va descobrir el primer crani fòssil d'un simi a l'Illa Rusinga, així demostrant l'evolució humana. Durant anys va treballar amb el seu marit a la Gorja d'Olduvai, i va descobrir diverses eines i restes fòssils de diversos homínids. També va descobrir les petjades de Laetoli.

Gorja d'Olduvai

## Biografia
Mary Leakey va néixer com a Mary Nicol el 6 de febrer de 1913 a Londres, Anglaterra. A causa de la feina del seu pare –que era pintor–, la família Nicol es va anar mudant de residència, visitant llocs com França o Itàlia. Va ser precisament en un d'aquests viatges quan la família Nicol es va instal·lar a la Dordonya, on va conèixer l'Abbe Lemozi quan estava dirigint una excavació a Cabrerets. Va ser en aquest moment que Mary es va començar a interessar per la prehistòria.
Amb la mort del seu pare l'any 1926, la mare la va dur a un convent catòlic d'on la van expulsar. Interessada encara pel món de la prehistòria va assistir a diverses conferències sobre arqueologia i geologia a la Universitat de Londres. Com a il·lustradora del llibre The Desert Fayoum, de la doctora Gertrude Caton-Thompson va ser quan va conèixer qui esdevindria el seu marit, Louis Leakey, ja que li va demanar que il·lustrés també el llibre que ell volia publicar, Adam Ancestors (Els ancestres d'Adam). Es van casar el 1936 i van tenir tres fills: Jonathan el 1940, Richard el 1944, i Philip el 1948. Louis va morir l'1 d'octubre de 1972 d'un infart. Finalment, Mary va morir el 9 de desembre de 1996 a l'edat de 83 anys.

## Carrera professional com a arqueòloga

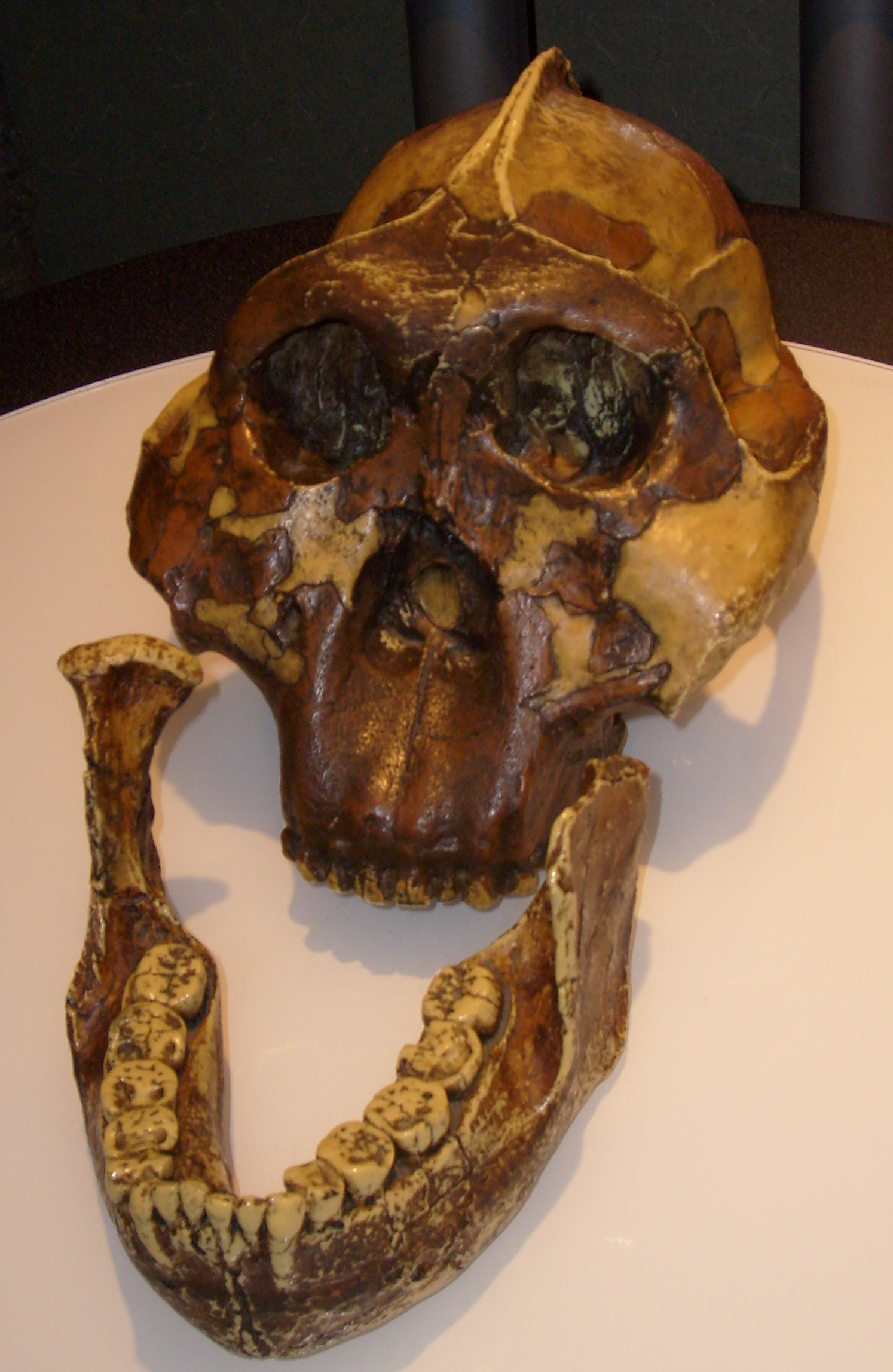
Rèplica del crani d'Australopithecus boisei descobert per Mary Leakey el 1959

Fort Hembury, a Devon (Anglaterra), va ser la seva primera excavació el maig de 1934. Aquell mateix any, Mary va dirigir la seva pròpia excavació a Jaywick Sands.
De 1935 a 1959, va estar treballant a Olduvai, a les planícies del Serengeti del nord de Tanzània, on hi va trobar diverses eines de pedra del Paleolític inferior i mitjà. Conjuntament amb el seu marit va desenterrar un crani de Proconsul africanus a l'illa Rusinga, l'octubre de 1947. Aquest crani va ser el primer d'un simi fòssil trobat fins llavors.
El següent descobriment de rellevància, el 1959, va ser un altre crani de Australopithecus boisei d'1,75 milions d'anys d'antiguitat. També van trobar restes d'Homo habilis consistents en quatre trossos d'un mateix crani i els ossos d'una mà. Els ossos d'aquesta mà van demostrar que els habilis eren capaços d'efectuar manipulacions molt precises. El 1965 la parella encara va descobrir el crani d'un Homo erectus, datat en un milió d'anys.
Després de la mort del seu marit, Mary Leakey va continuar treballant a Olduvai i a Laetoli. Va ser en aquest lloc on va descobrir diverses restes fòssils d'homínids de més de 3,75 milions d'anys. De 1976 a 1981 Mary i el seu equip, que incloïa el geòleg nord-americà Richard L. Hay, van estar treballant en el desenterrament de les petjades de la plana de Laetoli. Aquestes petjades, pertanyents suposadament a un petit grup d'Australopithecus afarensis, havien estat deixades feia 3,6 milions d'anys sobre les cendres d'un volcà en erupció.
Mary Leakey va morir a Nairobi el 9 de desembre de 1996.